# (7978) Никнестеров
(7978) Никнестеров (лат. Niknesterov) — типичный астероид главного пояса, открыт 27 сентября 1978 года советским астрономом Людмилой Черных в Крымской астрофизической обсерватории и 1 мая 2003 года назван в честь советского и российского астронома Николая Нестерова.

## Обнаружение и именование
(7978) Никнестеров
Открыт 27 сентября 1978 года в Крымской астрофизической обсерватории Л. И. Черных.
Много лет возглавлявший отдел радиоастрономии Крымской астрофизической обсерватории Николай Семёнович Нестеров (1947—2002) был известен своими исследованиями Солнца и активных галактик, тонкой структуры галактик и молекулярного состава межзвёздных облаков.
Оригинальный текст (англ.)7978 Niknesterov
Discovered 1978 Sept. 27 by L. I. Chernykh at the Crimean Astrophysical Observatory.
Nikolaj Semenovich Nesterov (1947—2002), head of the Radioastronomy Department at the Crimean Astrophysical Observatory for many years, was known for his research on the sun and active galaxies, fine structure of galaxies and molecular composition of interstellar clouds.
Источники: 20030501/MPCPages.arc; M.P.C. 48388.

## Орбита

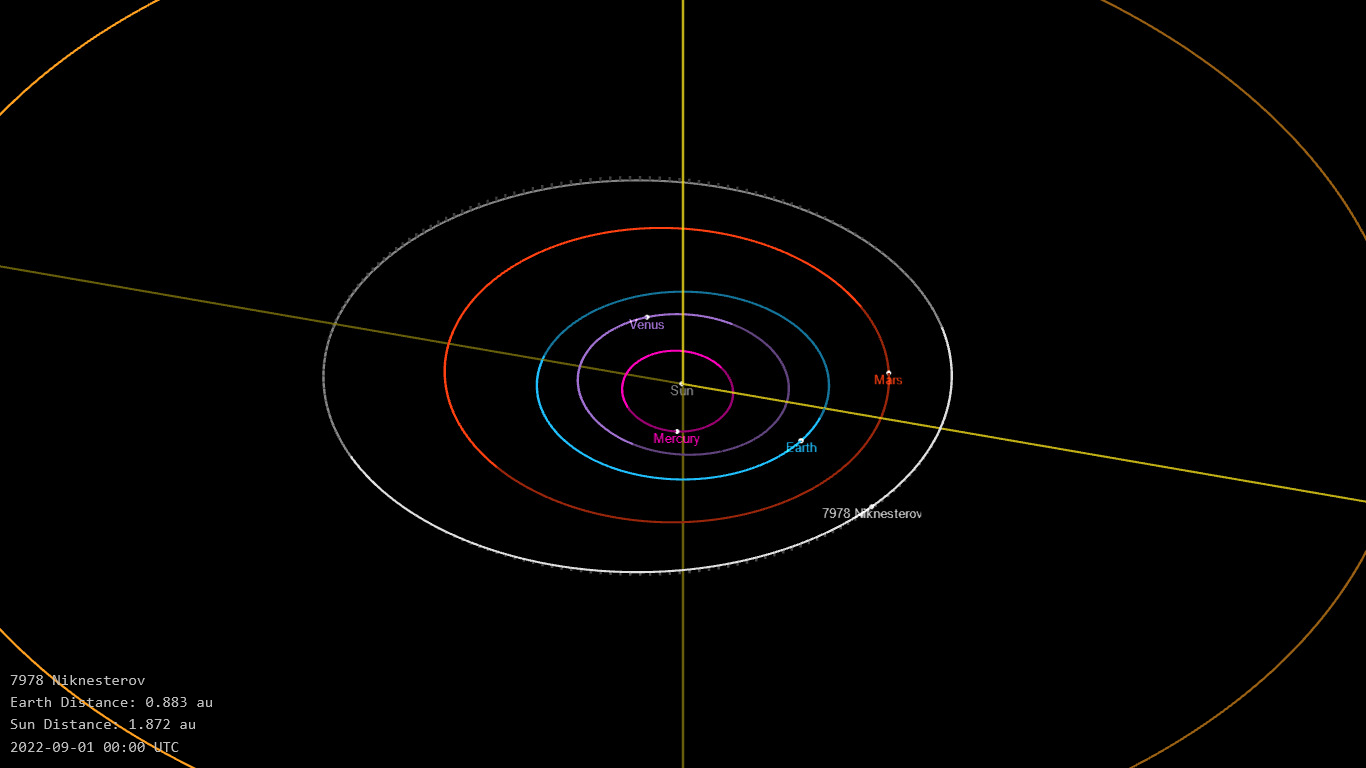
Орбита астероида Никнестеров и его положение в Солнечной системе

## Физические характеристики
Астероид относится к таксономическому классу S.
По результатам наблюдений системы последнего оповещения о столкновении астероида с Землей Asteroid Terrestrial-impact Last Alert System абсолютная звёздная величина астероида оценивалась равной 14,88±0,046m и 15,39±0,186m.